# シロアホウドリ
シロアホウドリ （学名：Diomedea epomophora）は、アホウドリ科に分類される鳥類の一種。

## 概要
シロアホウドリは、体長107-123センチメートル (翼開長305-351センチメートル)、体重8-9キログラム程度のアホウドリである。翼の先端部分が黒くなっているのが特徴。